# 艾尔弗雷德·菲利普斯
艾尔弗雷德·菲利普斯（英語：Alfred Phillips，1908年7月27日—1994年7月28日），加拿大男子跳水运动员。他曾代表加拿大参加1930年大英帝国运动会跳水比赛，获得男子跳板和男子跳台金牌。